# Art contextuel
L'art contextuel est considéré aujourd'hui comme une tendance des artistes d'art contemporain à vouloir s'extraire des lieux de l'art et de ses formes traditionnelles pour interagir avec leur environnement social, géographique, politique, etc.

## Historique
L'expression « art contextuel » apparaît en 1976 dans le manifeste de l'artiste polonais Jan Świdziński L'Art comme art contextuel.
Tel que défini par Paul Ardenne, l'art contextuel consiste à agir au cœur d’un univers concret, « en situation d'intervention, de participation ». Cette tendance tend à remettre en cause les notions mêmes d'œuvre, de spectateur, de marché de l'art. 
L'œuvre n'a ici de sens qu'au moment et à l'endroit où elle est installée et tente d'opérer. Elle est l'ensemble composé de la proposition artistique plus de son contexte. Ces deux éléments séparés, il ne reste que des résidus de la proposition ou du contexte qui a repris son état antécédent. En ce sens, l'art contextuel crée une distorsion temporaire de la réalité, et propose une expérience forte de l'art contemporain, défendant largement l'action du public et de l'artiste contre la passivité du spectateur ou de formes d'art académiques. 

## Quelques artistes
- ATSA
- Sylvie Blocher
- Christian Boltanski
- Murphy Cooper
- Daniel Buren
- Christo et Jeanne-Claude
- Alain Declercq
- Échelle inconnue
- Fred Forest
- Antonio Gallego
- Hans Haacke
- Joël Hubaut
- Sanja Ivekovic
- Laboratorio di Arte Urbana Stalker
- Gordon Matta-Clark
- Interaction Qui
- Joachim Montessuis
- Jean-Luc Moulène
- Dennis Oppenheim
- Michel Séméniako
- Simon Starling
- UNTEL
- Zevs
- Norma De Saint Picman